# Centerville (Minnesota)
Centerville – miasto w Stanach Zjednoczonych, w stanie Minnesota, w hrabstwie Anoka.